# Arroyo del Sauce (Maldonado)
El arroyo del Sauce es un curso de agua uruguayo que atraviesa el departamento de  Maldonado perteneciente a la cuenca hidrográfica del océano Atlántico.
Nace en la Sierra de Catedral y desemboca en la laguna del Sauce tras recorrer alrededor de  16 km.